# Salomé de Bahia
Salomé de Bahia (Salvador da Bahia, 25 giugno 1945) è una cantante brasiliana.

## Biografia
Ha cominciato la propria attività nel 1958. Pur essendo brasiliana ha lavorato soprattutto in Francia, dove si è dimostrata un'artista versatile cimentandosi in più generi, soprattutto bossa nova, salsa, jazz e musica elettronica. Dal 1984 ha lavorato nel locale cabaret e jazz di Parigi "Chez Félix" insieme al gruppo "Brazil Tropical".
Ha acquisito notorietà internazionale dalla metà degli anni '90 in seguito all'incontro, presso "Chez Félix", con il disc jockey francese Christophe Le Friant, meglio conosciuto con il nome d'arte di Bob Sinclar, proprietario dell'etichetta discografica Yellow Productions. Egli la incluse nel gruppo, che stava formando, dei "Réminiscence Quartet", con il quale Salomè produsse l'album Psycodelico del 1996 che il gruppo presentò in tournée per l'Europa. Sempre con Sinclar in seguito produsse la raccolta Sun Sun per la Sony nel 1998; una versione brasiliana della canzone Another Star di Stevie Wonder, dal titolo Outro Lugar, nel 1999; il suo primo album personale dal titolo Cabaret nel 2003; e diverse altre canzoni tra cui una versione del brano Copacabana di Barry Manilow nel 2005. Altri titoli molto conosciuti della cantante sono Theme of Rio, Cada vez e Taj Mahal. Nel 2005 sono usciti una sua antologia personale, The Best of Salomé de Bahia, ed il suo secondo album individuale dal titolo Brasil.

## Discografia

### Album
- (2003) Cabaret - EastWest Records
- (2005) Brasil - Tommy Boy Entertainment

### Antologie (personali)
- (2005) Best of Salomé De Bahia

### Singoli ed EP
- (1979) Jack, Jack/Red Balloon - Jupiter Records
- (1997) Bob Sinclar Feat. Salomé De Bahia - Eu So Quero Um Xodo (12", Ltd) - Columbia Records
- (1999) Outro Lugar - Yellow Productions
- (2001) Tormento de Amor - Yellow Productions
- (2002) Theme of Rio - Yellow Productions
- (2004) Taj Mahal - Yellow Productions
- (2005) Copacabana - Yellow Productions
- (2008) Prok & Fitch Present Salomé de Bahia - Outro Lugar - Stealth Records
- (2008) DJ Wady & Patrick M / Prok & Fitch Present Salomé de Bahia - Pacha Ibiza 2008/2 - Vendetta Records